# Jane Bernigau
Jane Bernigau (5 oktober 1908 - Husum, 23 maart 1992) was een Oberaufseherin in diverse concentratiekampen in nazi-Duitsland.

## Concentratiekampen
Bernigau ging in 1938 in dienst in het concentratiekamp Lichtenburg. Daar klom ze al snel vanwege haar bereidheid om hard te werken op tot Oberaufseherin. In mei 1939 werd Bernigau overgeplaatst naar Ravensbrück, waar ze vrouwen ging opleiden tot Aufseherin. 
Gedurende de Tweede Wereldoorlog werd Bernigau in diverse kampen, waaronder Groß-Rosen en Ravensbrück, ingezet. Ze werd in 1943 vanwege haar verdiensten in de concentratiekampen onderscheiden met het "Kriegsverdienstkreuz II. Klasse ohne Schwerter". In september 1944 werd Bernigau ingezet in het concentratiekamp Mauthausen. Ze deed afwisselend dienst in het hoofdkamp en een subkamp, genaamd St. Lamprecht. 
Toen de geallieerden begin mei 1945 Mauthausen naderden, vluchtte ze uit het kamp. Ze werd nooit gearresteerd of veroordeeld voor haar daden.